# Bobby Clark (calciatore 2005)
Bobby Lamont Clark (Epsom, 7 febbraio 2005) è un calciatore inglese, centrocampista del Derby County, in prestito dal Salisburgo.

## Biografia
È figlio dell'ex calciatore Lee Clark.

## Carriera

### Club
Clark ha iniziato la sua carriera calcistica con la maglia del Liverpool, con cui ha firmato il primo contratto professionistico nel febbraio del 2022. Ha esordito in prima squadra il 27 agosto 2022 entrando in campo al posto di Trent Alexander-Arnold nei minuti finali dell'incontro vinto 9-0 contro il Bournemouth in Premier League.
Il 21 dicembre 2023 ha firmato il rinnovo del contratto con i Reds.
Il 22 agosto 2024 viene acquistato dal Salisburgo.
Il 5 agosto 2025 passa in prestito al Derby County, in Football League Championship.

### Nazionale
Ha giocato nelle nazionali giovanili inglesi Under-15, Under-16, Under-18 ed Under-19.

## Statistiche

### Presenze e reti nei club
Statistiche aggiornate al 5 agosto 2025.
| Stagione        | Squadra         | Campionato      | Campionato | Campionato | Coppe nazionali | Coppe nazionali | Coppe nazionali | Coppe continentali | Coppe continentali | Coppe continentali | Altre coppe | Altre coppe | Altre coppe | Totale | Totale | Totale |
| Stagione        | Squadra         | Comp            | Pres       | Reti       | Comp            | Pres            | Reti            | Comp               | Pres               | Reti               | Comp        | Pres        | Reti        | Pres   | Reti   |        |
| --------------- | --------------- | --------------- | ---------- | ---------- | --------------- | --------------- | --------------- | ------------------ | ------------------ | ------------------ | ----------- | ----------- | ----------- | ------ | ------ | ------ |
| 2022-2023       | Liverpool       | PL              | 1          | 0          | FACup+CdL       | 0+1             | 0               | UCL                | 0                  | 0                  | CS          | -           | -           | 2      | 0      |        |
| 2023-2024       | Liverpool       | PL              | 5          | 0          | FACup+CdL       | 3+2             | 0               | UEL                | 2                  | 1                  | -           | -           | -           | 12     | 1      |        |
| 2024-2025       | Salisburgo      | BL              | 17         | 1          | CA              | 2               | 0               | UCL                | 6                  | 0                  | -           | -           | -           | 25     | 1      |        |
| 2025-2026       | Derby County    | FLC             | -          | -          | FACup+CdL       | -               | -               | -                  | -                  | -                  | -           | -           | -           | -      | -      |        |
| Totale carriera | Totale carriera | Totale carriera | 23         | 1          |                 | 8               | 0               |                    | 8                  | 1                  |             | -           | -           | 39     | 2      |        |

## Palmarès

### Club

#### Competizioni nazionali
- Coppa di Lega inglese: 1

Liverpool: 2023-2024